# Melas Mensa
La Melas Mensa è una struttura geologica della superficie di Marte.